# Сьода Аяко
Аяко Сода (яп. 正田絢子; нар. 3 листопада 1981, префектура Осака) —  японська борчиня вільного стилю, чотириразова чемпіонка світу і чотириразова чемпіонка Азії.

## Життєпис
Боротьбою почала займатися з 1987 року. Була бронзовою призеркою чемпіонату світу 1998 року серед юніорів та чемпіонкою світу в цій віковій групі 1999 та 2000 років.
Виступала за борцівський клуб вищої школи Аміно. Тренери — Кацухіто Мімура, Осаму Йосіока, Ріо Канегама.

## Спортивні результати на міжнародних змаганнях

### Виступи на Чемпіонатах світу
| Змагання                        | Збірна | Вагова категорія          | Місце  |
| ------------------------------- | ------ | ------------------------- | ------ |
| Чемпіонат світу з боротьби 1999 | Японія | жіноча боротьба, до 62 кг | Золото |
| Чемпіонат світу з боротьби 2005 | Японія | жіноча боротьба, до 59 кг | Золото |
| Чемпіонат світу з боротьби 2006 | Японія | жіноча боротьба, до 59 кг | Золото |
| Чемпіонат світу з боротьби 2007 | Японія | жіноча боротьба, до 59 кг | 7      |
| Чемпіонат світу з боротьби 2008 | Японія | жіноча боротьба, до 59 кг | Золото |
| Чемпіонат світу з боротьби 2010 | Японія | жіноча боротьба, до 59 кг | Бронза |

### Виступи на Чемпіонатах Азії
| Змагання                       | Збірна | Вагова категорія          | Місце  |
| ------------------------------ | ------ | ------------------------- | ------ |
| Чемпіонат Азії з боротьби 2000 | Японія | жіноча боротьба, до 62 кг | Золото |
| Чемпіонат Азії з боротьби 2001 | Японія | жіноча боротьба, до 62 кг | Золото |
| Чемпіонат Азії з боротьби 2003 | Японія | жіноча боротьба, до 63 кг | Золото |
| Чемпіонат Азії з боротьби 2006 | Японія | жіноча боротьба, до 63 кг | Золото |

### Виступи на Кубках світу
| Змагання                    | Збірна | Вагова категорія          | Місце  |
| --------------------------- | ------ | ------------------------- | ------ |
| Кубок світу з боротьби 2003 | Японія | жіноча боротьба, до 63 кг | 8      |
| Кубок світу з боротьби 2005 | Японія | жіноча боротьба, до 59 кг | Золото |
| Кубок світу з боротьби 2010 | Японія | жіноча боротьба, до 59 кг | Золото |

### Виступи на інших змаганнях
| Змагання                                                | Збірна | Вагова категорія          | Місце  |
| ------------------------------------------------------- | ------ | ------------------------- | ------ |
| Чемпіонат світу з боротьби серед студентів 2004         | Японія | жіноча боротьба, до 63 кг | Золото |
| Чемпіонат світу з боротьби серед студентів 2005         | Японія | жіноча боротьба, до 59 кг | Золото |
| Золотий Гран-прі з боротьби 2006                        | Японія | жіноча боротьба, до 59 кг | Золото |
| Відкритий міжнародний турнір «Sunkist Kids» 2011        | Японія | жіноча боротьба, до 59 кг | Золото |
| Міжнародний турнір Ньюйоркського атлетичного клубу 2012 | Японія | жіноча боротьба, до 63 кг | Срібло |
| Міжнародний меморіал Білла Фаррелла 2014                | Японія | жіноча боротьба, до 58 кг | Срібло |

### Виступи на змаганнях молодших вікових груп
| Змагання                                      | Збірна | Вагова категорія          | Місце  |
| --------------------------------------------- | ------ | ------------------------- | ------ |
| Чемпіонат світу з боротьби серед юніорів 1998 | Японія | жіноча боротьба, до 58 кг | Бронза |
| Чемпіонат світу з боротьби серед юніорів 1999 | Японія | жіноча боротьба, до 63 кг | Золото |
| Чемпіонат світу з боротьби серед юніорів 2000 | Японія | жіноча боротьба, до 63 кг | Золото |
| Чемпіонат світу з боротьби серед юніорів 2001 | Японія | жіноча боротьба, до 63 кг | 6      |